# Liste der Vizegouverneure der Andamanen und Nikobaren
Die folgende Tabelle listet die Vizegouverneure der Andamanen und Nikobaren mit jeweiliger Amtszeit auf. Von 1947 bis 1982 war dieses vom indischen Präsidenten vergebene Amt wie zuvor unter britischer Herrschaft das eines Chief Commissioners.
| #  | Name                               | Amtsantritt       | Ende der Amtszeit |
|    | Chief Commissioner                 |                   |                   |
| 1  | Inamul Majid (1895–)               | 7. Februar 1946   | Juli 1949         |
| 2  | Ajoy Kumar Ghosh (* 1908)          | Juli 1949         | 1953              |
| 3  | Sankar Nath Maitra (* 1912)        | 1953              | 1956              |
| 4  | C. Ramchandran (* 1915)            | 1956              | 1956              |
| 5  | T. G. N. Ayyar (1902–)             | 1956              | 1958              |
| 6  | Madhav Vinayak Rajwade (* 1917)    | 1958              | 1961              |
| 7  | Bhola Nath Maheshwari (* 1914)     | 1961              | 5. Juni 1965      |
| 8  | Brij Lal Chak (1916–)              | 23. Juni 1965     | 1966              |
| 9  | Mahabir Singh (1915–1974)          | 1966              | 1968              |
| 10 | Harcharan Singh Butalia (* 1921)   | Oktober 1968      | 1972              |
| 11 | Harminder Singh                    | 1972              | 1975              |
| 12 | Sunder Mohan Krishnatry (* 1921)   | 1975              | 1979              |
| 13 | Sunder Lal Sharma                  | 1979              | 1982              |
|    | Lieutenant Governor                |                   |                   |
| 1  | Manohar Lal Kampani (* 1925)       | 12. November 1982 | 3. Dezember 1985  |
| 2  | Tirath Singh Oberoi (* 1926)       | 4. Dezember 1985  | 24. Februar 1990  |
| 3  | Ranjit Singh Dayal (1928–2012)     | 25. Februar 1990  | 4. Juli 1992      |
| 4  | Bhishma Narain Singh (1933–2018)   | 4. Juli 1992      | 13. August 1992   |
| 5  | Ranjit Singh Dayal                 | 14. August 1992   | 15. März 1993     |
| 6  | Vakkom Purushothaman (1928–2023)   | 19. März 1993     | 13. März 1996     |
| 7  | Rajendra Kumari Bajpai (1925–1999) | 19. März 1996     | 9. November 1996  |
| 8  | M. Chenna Reddy (1919–1996)        | 10. November 1996 | 2. Dezember 1996  |
| 9  | Rajendra Kumari Bajpai             | 2. Dezember 1996  | 22. Dezember 1996 |
| 10 | Ishwari Prasad Gupta (* 1931)      | 23. Dezember 1996 | 25. Mai 2001      |
| 11 | Nagendra Nath Jha (1935–2020)      | 26. Mai 2001      | 3. Januar 2004    |
| 12 | Ram Kapse (1933–2015)              | 5. Januar 2004    | 28. November 2005 |
| 13 | Madan Mohan Lakhera (* 1937)       | 29. November 2005 | 23. Dezember 2005 |
| 14 | Ram Kapse                          | 24. Dezember 2005 | 11. Februar 2006  |
| 15 | Madan Mohan Lakhera                | 12. Februar 2006  | 28. Dezember 2006 |
| 16 | Bhopinder Singh (* 1946)           | 29. Dezember 2006 | 7. Juli 2013      |
| 17 | Ajay Kumar Singh                   | 8. Juli 2013      | 17. August 2016   |
| 18 | Jagdish Mukhi (* 1942)             | 17. August 2016   | 7. Oktober 2017   |
| 19 | Devendra Kumar Joshi (* 1954)      | 8. Oktober 2017   | im Amt            |